# Zahradnictví (filmová trilogie)
Zahradnictví je filmová trilogie režiséra Jana Hřebejka. Je složena z filmů Rodinný přítel, Dezertér a Nápadník, které byly uvedeny během roku 2017. Jde o prequel filmu Pelíšky (1999), postavu Krause (Jiří Kodet) hraje Martin Finger. Děj vychází z příběhu rodiny scenáristy Petra Jarchovského. Film podpořil Státní fond České republiky pro podporu a rozvoj české kinematografie.

## Výroba
Původně mělo jít o třídílní televizní seriál, ale televize o to neprojevila zájem. Bylo tedy rozhodnuto, že půjde o tři filmy do kin a aby bylo možné sehnat na projekt peníze, začal se materiál představovat jako prequel k Pelíškům.
Natáčelo se od léta 2016, např. u zámku Veltrusy, kde pro exteriérové záběry vybudovali zahradnictví. Druhý díl Dezertér se mj. natáčel také v Žatci v okolí synagogy, na rohu ulic Nádražní schody, Dlouhá a Chelčického náměstí. Celkem se točilo přes 80 natáčecích dní, natáčení bylo dokončeno na konci prosince 2016.

## Televizní verze ČT
Česká televize v roce 2018, dle smlouvy o sponzorství, použila svá práva k vytvoření televizní verze.
Kino verze, jakožto původní trilogie se třemi filmy: Rodinný přítel, Dezertér a Nápadník, byla rozstříhána a poupravena pro televizní - týdenní vysílání.
Vznikl tak šestidílný televizní pořad Zahradnictví s jednotlivými názvy:
Tři sestry, Rodinný přítel, Salon Valentino, Dezertér, Nápadník, Velké manévry

## Obsazení
| Aňa Geislerová    | Vilma           |
| Klára Melíšková   | Bedřiška        |
| Gabriela Míčová   | Ela             |
| Martin Finger     | Jindřich        |
| Ondřej Sokol      | Jiří            |
| Jiří Macháček     | Otto            |
| Sabina Remundová  | Mařči           |
| Lenka Krobotová   | Emilka          |
| David Novotný     | Miloš           |
| Karel Dobrý       | Karel           |
| Miroslav Táborský | Stárek          |
| Anna Fialová      | dcera Daniela   |
| Tereza Hladíková  | dcera Jindřiška |
| Ivan Lupták       | Mirek           |
| Kryštof Michal    | Modrák          |
| Jan Kalina        | Maloch          |
| Zdeněk Pecháček   | Nedbal          |
| Filip Březina     | syn Karlík      |
| Zuzana Konečná    | Zuzana          |
| Rozálie Peřinová  | dcera Jiřina    |
| Štěpán Kozub      | Ludvík          |